# Bizim Hikaye
Bizim Hikaye ist eine türkische Drama-Serie mit Hazal Kaya und Burak Deniz. Sie ist eine Adaption des britischen Shameless.

## Handlung
Die junge Filiz Elibol muss auf ihre fünf jüngeren Geschwister aufpassen, weil der Alkoholismus ihres alleinerziehenden Vaters immer wieder Probleme bereitet. Filiz glaubt, dass es für Liebe keinen Platz in ihrem Leben gibt, bis sie Bariş kennengelernt. Der junge Mann tut alles, um Filiz’ Herz zu gewinnen.

## Nebendarsteller
| Darsteller            | Figur         | Folgen        |
| --------------------- | ------------- | ------------- |
| Ayşen Gruda           | Aysel Elibol  | 32–37         |
| Esra Bezen Bilgin     | Şükran Elibol | 1–20, 27–35   |
| Beren Gökyildiz       | Ayşe          | 30–37         |
| Ismail Karagöz        | Haşim         | 1–14          |
| Berkay Akin           | Asim Korkmaz  | 1–27          |
| Pinar Tore            | Esra          | 1–24          |
| Pinar Çağlar Gençtürk | Ferda         | 20–25, 64–70  |
| Nilay Duru            | Yeliz Elibol  | 21–37         |
| Cemal Toktaş          | Ömer Duraner  | 26–37         |
| Irmak Güneş           | Zeynep        | 20–37         |
| Murat Kocacik         | Murtaza       | 60–64         |
| Metin Büktel          | Servet Aktan  | 20-37, 57, 60 |
| Sema Atalay           | Ayla Angin    | 9–37          |
| Emir Taha Sari        | Emre          | 40–45         |
| Başak Güroz           | Hülya         | 24–29         |
| Feray Darici          | Melek         | 64–70         |

## Veröffentlichung & Rezeption
| Staffel | Ep.   | Premiere      | Finale       |
| ------- | ----- | ------------- | ------------ |
| 1       | 1–37  | 14. Sep. 2017 | 7. Juni 2018 |
| 2       | 37–70 | 13. Sep. 2017 | 23. Mai 2019 |

Oya Doğan, die für die türkische Tageszeitung Vatan schrieb, lobte Gözelekli für die Regie der ersten Folge, denn ihm sei gelungen, „eine filmische Atmosphäre zu schaffen“. Sie reagierte auch positiv auf Hazal Kayas Schauspiel und sagte: „Während ich Filiz auf dem Bildschirm sah, vergaß ich [die Existenz von] Hazal und ging tief in die Geschichte ein.“